# Valber Huerta
Valber Roberto Huerta Jerez (* 26. August 1993 in Melipilla) ist ein chilenischer Fußballspieler, der als Verteidiger agiert. Seit 2022 ist Huerta Nationalspieler Chiles.

## Karriere

### Verein
Valber Huerta absolvierte die Jugendabteilung von CF Universidad de Chile und wurde 2012 von Trainer Jorge Sampaoli in die Profimannschaft befördert. Sein Ligadebüt gab er am 6. Mai 2012 bei der 0:2-Auswärtsniederlage gegen Universidad de Concepción.
Huerta fungierte während seiner Zeit bei La U nur als vierte Wahl hinter Roberto Cereceda, Albert Acevedo und José Rojas. Am 28. August 2014 wechselte er zum ersten Mal in seiner Karriere ins Ausland, unterzeichnete einen Fünfjahresvertrag bei Granada CF und wurde der Reserve der Segunda División B zugeteilt. Dort konnte er sich aber nicht für die erste Mannschaft empfehlen und ging leihweise zurück nach Chile. Dabei spielte er erst auf Leihbasis für CD Huachipato und anschließend für CSD Colo-Colo.
Im Juli 2017 wechselte er zum englischen Premier-League-Klub FC Watford und wurde sofort an Huachipato verliehen. Zur Saison 2019 ging Huerta zu Universidad Católica. Mit dem Universitätsklub gewann der Defensivspieler drei Meistertitel. Im Februar 2022 wechselte Huerta zum mexikanischen Liga-MX-Klub Deportivo Toluca, nachdem der Wechsel zu Palmeiras aufgrund des Medizinchecks nicht zustande kam. Toluca erwarb 100 % der Anteile am Spieler, die zuvor je zu 50 % bei Universidad Católica und Watford lagen.

### Nationalmannschaft
Valber Huerta wurde von Trainer Mario Salas für die U-20 Chiles für die Teilnahme an der U-20-Fußball-Südamerikameisterschaft 2013 nominiert. Chile spielte eine glanzvolle Gruppenphase mit vier Siegen aus vier Spielen und wurde in der Endrunde Vierter, was gleichzeitig die Qualifikation zur U-20-Fußball-Weltmeisterschaft 2013 in der Türkei bedeutete. Huerta bestritt alle neun Turnierpartien für Chile. Bei der Weltmeisterschaft schied Huerta mit Chile erst im Viertelfinale mit 3:4 nach Verlängerung gegen Ghana aus. Er selbst kam drei Mal zum Einsatz.
Für Chile absolvierte Huerta sein Debüt beim Qualifikationsspiel zu Fußball-Weltmeisterschaft 2022 im Februar 2022 gegen Bolivien, als er beim 3:2-Erfolg seines Teams drei Minuten vor Spielende für Kapitän Gary Medel eingewechselt wurde. Zuvor war er schon 2018 sowie 2021 nominiert worden, allerdings nicht eingesetzt. Sein zweites Länderspiel war ein Freundschaftsspiel gegen Marokko.

## Erfolge
Universidad de Chile
- Chilenischer Meister: 2012-A
- Sieger der Copa Chile: 2012/13

Colo-Colo
- Sieger der Copa Chile: 2016

Universidad Católica
- Chilenischer Meister (3): 2019, 2020, 2021
- Sieger der Supercopa de Chile (3): 2019, 2020, 2021